# NGC 6216
NGC 6216 (другие обозначения — NGC 6222, OCL 989, ESO 277-SC14) — рассеянное скопление в созвездии Скорпион.
Этот объект занесён в новый общий каталог несколько раз, с обозначениями NGC 6216, NGC 6222.
Этот объект входит в число перечисленных в оригинальной редакции «Нового общего каталога».